# VBI
VBI (ang. Verified by Intel) – projekt firmy Intel dotyczący składanych notebooków na bazie kadłubków firm Quanta, ASmobile (marka ASUSTek), Compal i Mitac.
Platforma VBI pozwala resellerom konfigurować komputery przenośne zgodnie z oczekiwaniami konkretnych klientów przy jednoczesnym zapewnieniu wsparcia serwisowego ze strony firmy Intel (aktualnie serwisem zajmuje się firma Brightpoint). Intel - "W połowie 2007 r. postanowiliśmy zakończyć program VBI i pozwolić rozwijać się samodzielnie idei Common Building Blocks. Nie jesteśmy gwarantem notebooków składanych na bazie kadłubków CBB. To nie jest sprzęt przez nas wyprodukowany." W świetle prawa Intel musi się zająć serwisem wyłącznie tych notebooków VBI, które sprzedano przed połową 2007 r. (crn 27703)
Zaletą tego standardu jest najlepszy stosunek mocy do ceny. Większość laptopów VBI wyposażona jest w karty graficzne z rodziny mobilnych układów graficznych Nvidia GeForce serii 8 oraz serii 9. Oprócz tego ich płyty główne umożliwiają instalację najnowszych procesorów mobilnych firmy Intel z rodziny T8xx i T9xx.
VBI jest jeszcze młodym standardem, który cały czas się rozwija, co w niedalekiej przyszłości może zaowocować 100% możliwością samodzielnej konfiguracji laptopa tak, jak ma to miejsce w komputerach stacjonarnych (procesor, pamięć, dysk twardy, karta graficzna, obudowa).